# 第四の壁

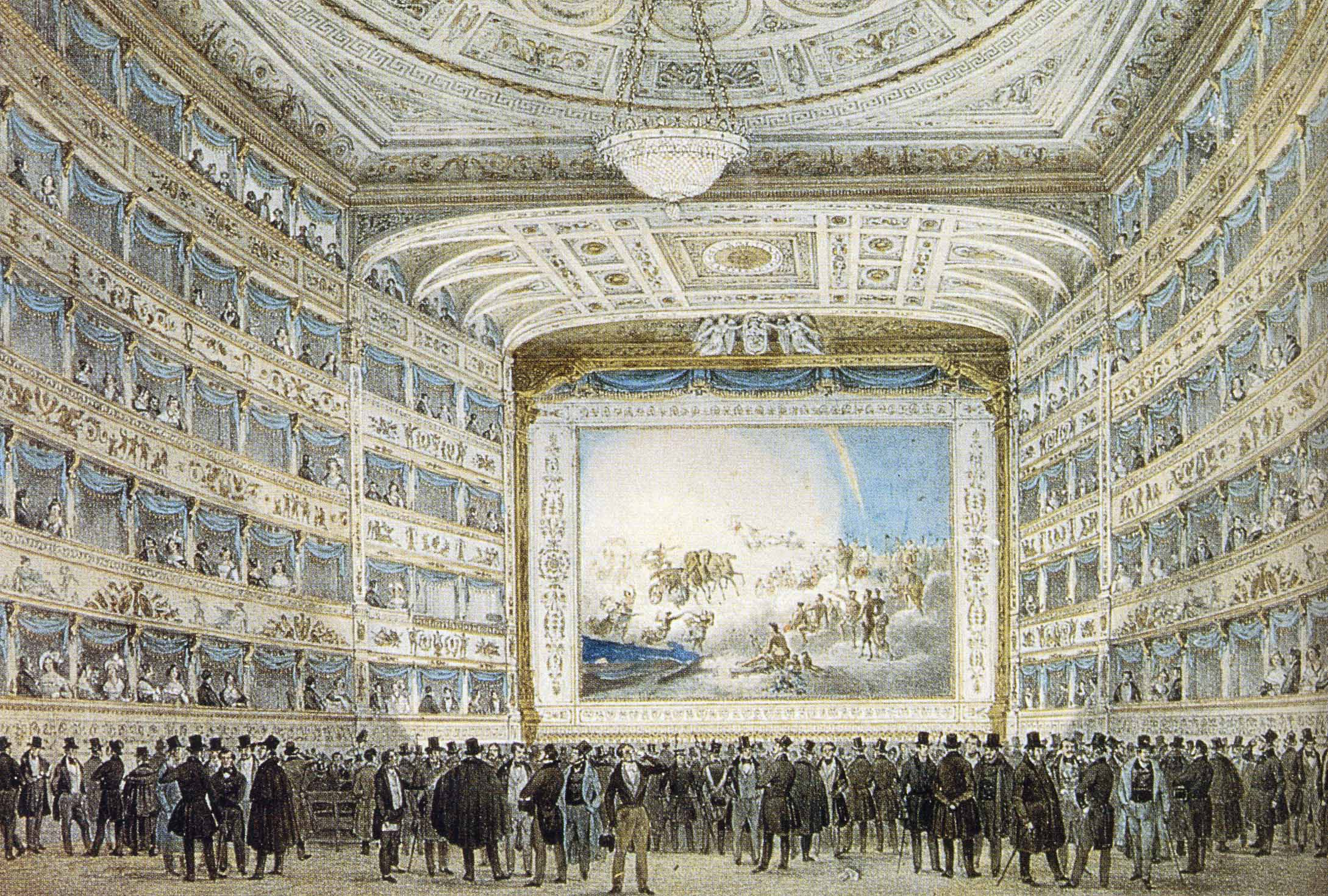
プロセニアム・アーチ。19世紀前半のフェニーチェ劇場

第四の壁（だいしのかべ、だいよんのかべ、英: fourth wall）は、舞台と客席を分ける一線のこと。プロセニアム・アーチ付きの舞台の正面に築かれた、想像上の見えない壁であり、フィクションである演劇内の世界と観客のいる現実世界との境界を表す概念である。
イタリアでプロセニアム・アーチのある額縁舞台が登場する前のヨーロッパの舞台は、観客席に突出した張り出し舞台が主流であり、俳優が四方の観客に語り掛けるようにして進行する演劇もあった。プロセニアム・アーチ普及後の舞台は、奥の正面の壁、左右の壁、そして手前にある見えない壁という4つの壁に囲まれた閉じた空間となった。観客は、観客席からこの第4の壁を通して演じられる別の世界を客観的に見ることになる。

## 起源と意味
「第四の壁」という呼び名は写実主義の出現とともに19世紀の西洋演劇界において発生したと推定される。批評家のビンセント・キャンビーは1987年に第四の壁のことを「観客と舞台を永遠に隔てる透明な幕」と表現した。
第四の壁は、舞台上の虚構の物語と観客の間に存在している。通常、観客は第四の壁の存在を意識することなく受け入れており、あたかも現実の出来事を観察しているかのように劇を楽しんでいる。第四の壁の存在は、観客が舞台上の虚構の物語を観劇する際、最も良く確立された約束事の一つである。ただし演出上の効果のためにその存在を直接意識させる場合がある。例えばA.R. Gurneyの『The Fourth Wall』においては主婦ペギーが自宅の何もない壁に対して強迫観念を抱き、そこに4人の登場人物が関わることになる。彼らは次第に演劇上の様々な約束事に引きずり込まれ、舞台の上の家具や行動はいわゆる第四の壁に対するものになっていく。

## 第四の壁を破る
西洋演劇において「第四の壁を破る」という言葉は、人物や何らかの舞台装置の働きで、役者達が観客に見られていることを「自覚した」ときに用いられる。この用語が初めて用いられたのはベルトルト・ブレヒトが、コンスタンチン・スタニスラフスキーの演劇理論を元にして（また、対比的に）作り上げた「叙事演劇」の理論の中である。最もよく見られるのは人物が観客に呼びかけることで第四の壁を破るものだが、それ以外にも演技を止めて素の役者の立場に戻ることや、会話によって、また人物が物語の状況の外にある事物と関わること（例えば人物が小道具を舞台係から受け取ったり、歌舞伎において観客を地蔵に見立てていじるなど）によって為される場合がある。
様々な演劇家がこの神経に障る効果を使って焦点をはっきりさせようとするのは、そうすることでフィクションを新たな光で照らし、観客がより能動的に劇を見るように仕向けるためである。ブレヒトは意図的に第四の壁を壊すことで知られており、観客に見ているものをより批判的に考えるよう促した。これは異化効果と呼ばれている。ブレヒトの演劇理論は、日本では千田是也編訳『今日の世界は演劇によって再現できるか　ブレヒト演劇論集』（白水社　1996年新装版）などで読むことができる。
第四の壁を突然破ることは視覚的な「non sequitur」（筋道のおかしい推論）の一種として、喜劇的な効果のためによく用いられる。物語の一般的な約束事が予期せず破られることは観客を驚かせ、笑いを生む。この手法の初期の例として、フランシス・ボーモントの『ぴかぴかすりこぎ団の騎士』では登場人物のうち三名が自分達は観客だと名乗る。彼等はプロローグに割り込んで脚本について助言させるよう要求し、劇の間中、突発的に数々の厄介な変更を命じて、笑いを誘う。
即興劇においてはしばしば第四の壁という概念への妥協が発生する。例えば観客が役者とある程度関わりを持ち、ミステリーの結末について投票を行なうような場合、観客は芝居の中の出来事の目撃者として扱われ、本当の「第四の壁」というより実質的には役者となっている。アウグスト・ボアールの『被抑圧者の演劇』がこれに当たる。
伝統的なコメディア・デラルテや、ステファン・シュウォルツの『PIPPIN』においても第四の壁が破られる。役者が観客の方を向いてアドバイスや応援を求めたりする。
歌舞伎、京劇など東アジア伝統演劇では、客席と舞台を切り離す第四の壁は存在していなかった。
実際、狂言でも冒頭で登場人物がシチュエーションを説明し、名乗りながら姿を見せる。

ブレヒトが第四の壁打破をめざす自己の理論考案に際して、京劇や歌舞伎の舞台を参考にしたことは、よく知られている。日本、中国では、新劇（日本）、話劇（中国）と呼ばれた写実の近代劇が西洋の影響を受けて形成されていく中で、第四の壁概念も伝えられた。その後、新劇（日本）、話劇（中国）が発展し硬直化していくと、日本では1960年代中期、中国では1980年代前期に小劇場演劇が生まれ、ブレヒト理論が参照され、第四の壁打破が盛んに叫ばれた。

## 映像作品における第四の壁打破
スクリーンは、一般に観客・視聴者から見て第四の壁そのものである。時に意図的に第四の壁打破が試みられた。

### 欧米
トーキー映画の初期にはマルクス兄弟の作品で、即興劇の技法を用いてしばしば第四の壁が破られた。1932年の作品『御冗談でショ』を例に取ると、チコがピアノの前に座って間奏曲を弾き始めるところでグルーチョがカメラの方を向いて「俺はここに居なきゃならないが、あんた達は外に出て、演奏が終わるまでロビーで待っていてもいいんだぞ」と無表情に喋る。また1933年の作品『我輩はカモである』では、国の指導者になったグルーチョが、彼を指導者に推した女性から「私の夫の足跡を継ぐと約束してください」と言われると観客に向かって「どうですか？ 私が仕事を始めて5分も経っていないのに、すでに彼女は私に言い寄ってきています」と言う。
1940年の映画『独裁者』ではチャールズ・チャップリンが観客に正対する形で、3分以上にわたって独裁者批判の演説をする。
1940年代の映画「珍道中」シリーズではビング・クロスビーやボブ・ホープが観客に向かって、冗談や作品のプロデューサーに対する不遜なコメントを述べる。
この手法はテレビのドラマ（『ベルエアのフレッシュ・プリンス』、『マルコム in the Middle』、『救いの鐘』、『エラリー・クイーン』など）でも見られ、登場人物が視聴者に対して訳知り顔や面白い顔をしてみせたり、カメラに向かって喋る場合もある。
ファイト・クラブでは主人公（ナレーター）のエドワード・ノートンやタイラー・ダーデン（ブラッド・ピット）がカメラに向かって語りかけるシーンがあったり、画面が揺れて35mmフィルムのパーフォレーションが映ったりするなどがある。
またこの映画にて第四の壁を打破してると最も分かるのは、ラストシーンに一瞬だけ男性器が映るからである。
マーベルコミックスの作品に登場するデッドプールやシー・ハルク、『アリアンロッド・サガ・イフ』のグレイ・ウォーデン、『ニンジャスレイヤー』のザ・ヴァーティゴらは意図的に第四の壁を破ることができるキャラクターとして生み出されている。
政治的な陰謀劇であるイギリスのテレビドラマ『野望への階段』3部作、そのリメイクであるアメリカの『ハウス・オブ・カード 野望の階段』では、カメラを通じて主人公が視聴者に自分の考えを話す。この演出はシェイクスピアの『リチャード三世』を踏襲したものとされる。

### 日本
1947年の映画『素晴らしき日曜日』（監督黒澤明）のラストシーンでは、主人公の女性が観客に向かって話しかけ拍手を呼びかける、という実験的演出が試みられた。
『MOTHER2』『ダウン・ザ・ワールド』『スーパーマリオRPG』『MW』『古畑任三郎』『ビーストウォーズ 超生命体トランスフォーマー』『銀魂』『リーガル・ハイ』など直接的に触れる作品から、『デート〜恋とはどんなものかしら〜』など実在する歌や映画の感想を言うことで間接的に触れる作品もある。
テレビドラマ『お荷物小荷物』では出演者がプロデューサーや共演者にインタビューを始めたり、NGシーンがそのまま放送されたり、役者本人の言葉で話し出すなど、後に「脱ドラマ」と呼ばれる手法が使われた。
ゲーム『かまいたちの夜』では、作中で主人公が実際のゲームと同じストーリーのかまいたちの夜というゲームをプレイし、さらにその中の主人公も同じようにプレイしていき、鎌井達の夜というエンディングを迎えると作中の主人公たちが次々と電源を切っていき、本来の主人公も見えない力により強制的にゲームの電源を切るが振り向くとテレビ越しにプレイしているプレイヤーの存在に気づいて驚き、その瞬間プレイヤーの画面もまた電源が切れるという、劇中劇の多層入れ子構造と第四の壁を破る演出を合わせたシナリオが出てくる。
ゲーム『アルノサージュ』や『ブレイブリーセカンド』は、「プレイヤーが意志を持ったキャラクターを操っており、キャラクターは第四の壁の向こう側にいる何者か（プレイヤー）が自分たちを操っていることに気づく」という設定をシナリオの中枢に置いている。また、『ドキドキ文芸部！』では、キャラクター側から操作しているプレイヤー・或いはPCに接触しようとする場面が見られる。
映画『田園に死す』のラストシーンでは第四の壁ではなく後と左右の第一から第三の壁が破壊される（セットが倒れて現代の新宿駅前になる）。
アニメ映画『シン・エヴァンゲリオン劇場版』では終盤にセットに作られた街や部屋で初号機と第13号機が対決をする。
あくまでも"セット"なので家や電柱はミニチュアであり、初号機が吹き飛ばされるとミニチュアの家などが飛んだり、セットの壁を突き破るというシーンがある。
また、ラストでは碇シンジと真希波・マリ・イラストリアスが共に宇部新川駅を出た後ドローンでの空撮の現実のシーンになる。

## 技術的制限
通常、第四の壁を破ることは意図的に行なわれるが、撮影時の技術的制約や、複雑な場面を編集することの困難さにより、見ているものが映画であることを観客に意識させてしまい、第四の壁を偶然破ってしまうことがある。一部はそういう映像演出で使用されていることもある。こうした演出は、むしろ第四の壁の存在を顕在化する効果を生むことがある。たとえば、レンズに付着した水滴はレンズ（≒第四の壁）の存在をかえって意識させる。
- 太陽光がカメラレンズに入り込むことによるプリズム効果
- レンズ上に付着した水滴や泥
- カメラが被写体に近すぎることで被写体が歪んで見える
- 回転する車輪が実際の向きとは逆方向に回って見えるストロボ効果
- カメラおよび撮影者の影や反射が映り込む